# Camp de concentration de Chongori
Le camp de concentration de Chongori est un camp de rééducation en Corée du Nord. Le nom officiel du camp est Kyo-hwa-so n° 12 (camp de rééducation n° 12).

## Situation
Le camp est situé près de Chongori, un petit village de Musan-ri, dans le comté de Hoeryŏng, à mi-chemin sur la route et le chemin de fer entre Hoeryong et Ch'ŏngjin, dans la province du Hamgyong du Nord en Corée du Nord.

## Description
Le camp de concentration de Chongori est une grande prison d'environ 350 mètres de long et 150 mètres de large. La section principale est entourée d'un mur de 8 mètres de haut, tandis que les annexes sont entourées de barbelés et d'une clôture électrifiée. En 2005, le camp contient environ 2 000 prisonniers, pour la plupart des criminels sans liens avec la politique, souvent contraints d'y purger leur peine en guise de punition pour des délits désespérés tels que le vol de nourriture. Ils sont gardés par environ 300 gardiens de prison, tous armés d'armes automatiques. À partir de 2006, le nombre de détenus augmente considérablement, car de nombreux transfuges expulsés de Chine sont arrêtés et emprisonnés au camp de Chongori. Théoriquement, les prisonniers sont censés être libérés après avoir terminé leur rééducation par le travail et purgé l'intégralité de leur peine, mais comme leurs peines de prison sont très longues et que les conditions de vie dans le camp sont très dures, de nombreux prisonniers ne survivent pas à leur peine de prison. Un ancien prisonnier estime qu'au cours de ses huit mois de détention, environ 800 prisonniers sont morts parce qu'ils ont dû faire des travaux forcés et qu'ils n'ont reçu que des rations alimentaires inférieures au niveau de subsistance.

## Objectif
L'objectif principal du camp de Chongori est de punir les gens pour des crimes de droit commun ou des crimes politiques tels que les franchissements illégaux des frontières. Les prisonniers sont également utilisés comme esclaves et, par conséquent, ils sont forcés d'effectuer un travail dur et dangereux pendant 14 heures par jour. Il y a une mine de minerai de cuivre, une section d'exploitation forestière, une fabrique de meubles et une section agricole dans le camp.

## Situation des droits de l'homme
Les prisonniers du camp de concentration de Chongori vivent dans des pièces surpeuplées sans chauffage, sales et infestées d'insectes. Il n'y a qu'une seule salle prévue pour la toilette des 1000 prisonniers. À cause de ces mauvaises conditions d'hygiène, à l'été 2003, environ 190 prisonniers sont morts d'une maladie infectieuse selon Lee Jun Ha. 70 prisonniers dorment dans une pièce qui n'est conçue que pour 20 personnes, allongés sur le sol sans oreillers ni couvertures.
Les prisonniers ne reçoivent que 140 grammes de riz trois fois par jour, alors qu'ils sont forcés de faire des travaux pénibles comme l'exploitation forestière. Souvent, les prisonniers sont tués ou blessés à la suite d'accidents lors de leurs travaux forcés, ces derniers étant dangereux et effectués avec des moyens primitifs. Un ancien prisonnier rapporte que des décès accidentels se produisent tous les quelques jours dans l'usine de meubles car ses machines sont désuètes. Pratiquement tous les jours après le travail et avant de recevoir leur dîner, les détenus sont contraints de se livrer à des séances de critique mutuelle, et ils reçoivent moins de nourriture en guise de punition pour leurs défauts ou leurs lacunes. Parce que les prisonniers ont tellement faim, ils mangent même de l'herbe et du maïs mélangés avec des excréments de vache. Lee Jun Ha estime qu'environ 30 à 40 personnes meurent chaque mois des suites de malnutrition, d'accidents du travail ou de torture et que leurs corps sont brûlés sur une montagne voisine.
Les prisonniers sont régulièrement battus, torturés et soumis à des traitements inhumains, qui sont tous arbitrairement administrés à la discrétion des gardiens. Lorsqu'un prisonnier enfreint une règle, il est torturé et enfermé dans une cellule d'isolement de seulement 1 mètre carré de superficie, où il ne peut pas se dégourdir les jambes pendant plusieurs jours ou semaines. En guise de punition supplémentaire, ils ne reçoivent qu'un tiers de leurs rations alimentaires habituelles. Plusieurs fois par an, des exécutions sommaires ont lieu en guise de punition pour les tentatives d'évasion ratées.
Kwon Hyo-jin dessine une série d'images qui montrent les différentes formes de torture dont il a été témoin, telles que la "torture du pigeon", la "torture de la grue", la "torture de l'avion" et la "torture de l'articulation du genou". Il présente également dans ses dessins d'autres violations des droits de l'homme et le travail forcé dans le camp de Chongori. Ces œuvres sont réalisées pour une exposition sur les camps de prisonniers politiques en Corée du Nord.
Le personnel du camp aurait exécuté publiquement des détenus, sans procédure régulière.

## Prisonniers
- Lee Jun Ha (2000–2005), emprisonné parce qu'il a accidentellement tué son oncle[19].
- Kwon Hyo-jin (~2001–2008), emprisonné parce qu'il a aidé des transfuges à se rendre en Chine. L'artiste rend compte de son expérience par la calligraphie, des dessins, des peintures et des céramiques[17].